# Montrose House
Montrose House est un bâtiment classé Grade II * de la fin du XVIIe siècle au 186 Petersham Road, Petersham dans le Borough londonien de Richmond upon Thames.

## Histoire
La maison est construite pour Sir Thomas Jenner, juge des plaidoyers communs sous Jacques II, mais porte le nom de la duchesse douairière de Montrose (veuve du 3e duc)  qui y vit de 1837 à 1847 ,. Dans les années 1870, elle est occupée par John Master, un magistrat à la retraite du service colonial indien, sa femme Gertrude et ses enfants. L'une de ses filles, Hilda Master, est la mère de Anthony Blunt . Il est acheté par l'artiste Tommy Steele en 1969 , et vendu par lui vers 2004.
La maison est située dans un virage serré à angle droit sur Petersham Road (partie de l' A307). Après une série d'accidents graves dans le virage de la route, les voisins forment un groupe dans les années 1850 appelé Trustees of the Road. Algernon Tollemache de Ham House est leur chef et ils réussissent à persuader le propriétaire de Montrose House de se séparer d'un terrain pour réduire la dangerosité du virage. Cependant, diverses bosses dans le mur de briques révèlent aujourd'hui que les automobilistes sont encore pris au dépourvu .
À côté de Montrose House se trouve le Rutland Lodge, construit en 1660 pour un lord-maire de Londres.